# Aligoté
L'aligoté est un cépage blanc bourguignon de la famille des noiriens.

## Description

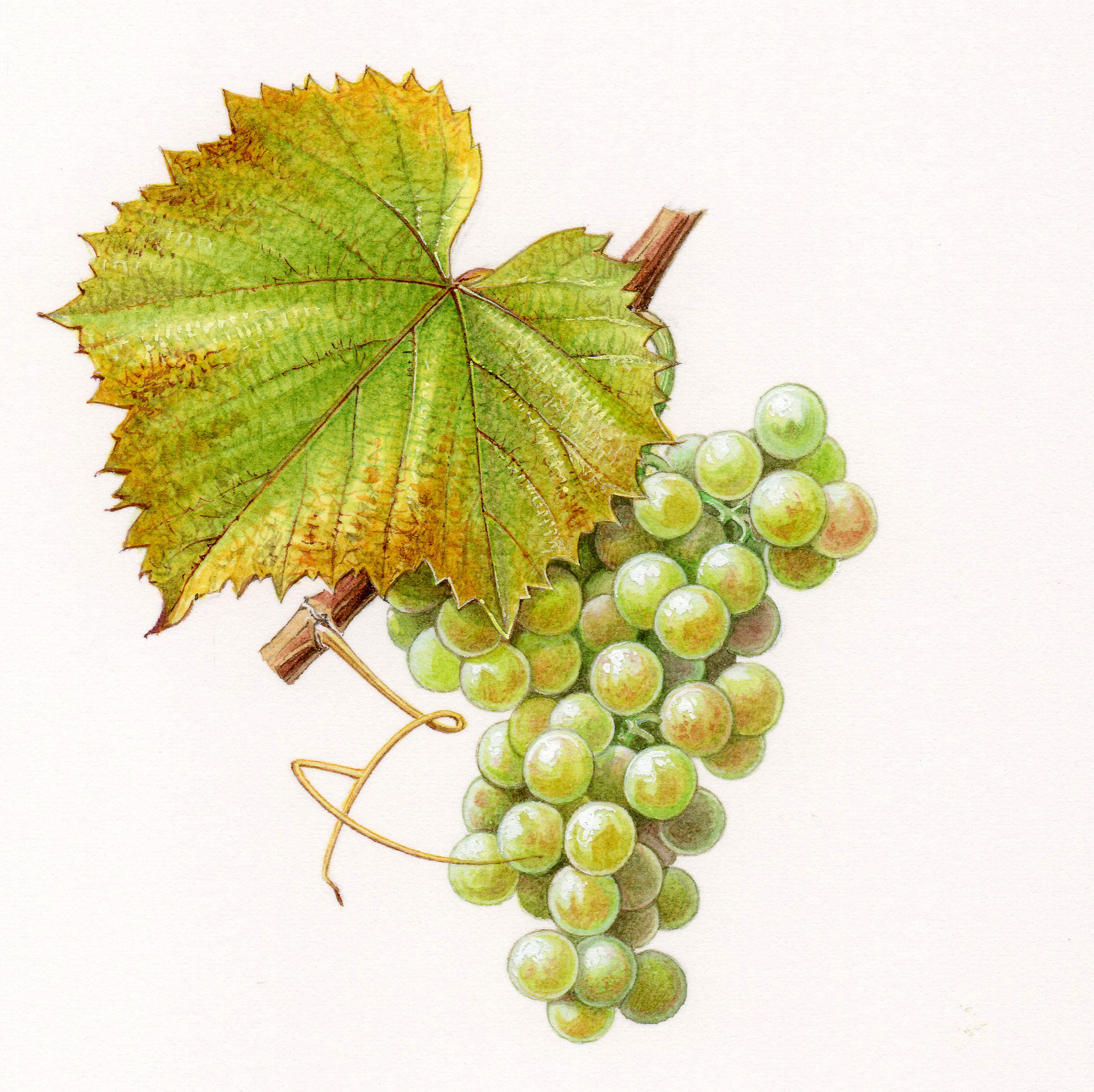
Grappe et feuille d'aligoté.

Ses grappes sont petites (10 cm environ) et formées de petits grains sphériques. Ses feuilles sont orbiculaires, très peu découpées et de grande taille.
C'est un cépage fertile et rustique, mais sensible aux maladies, notamment au mildiou. Il correspond en Bourgogne à l'appellation « Bourgogne aligoté », qui produit un vin assez pauvre en tanin et parfumé, aux arômes typiques de citron, d'acacia, de noisette ou de pomme verte, parfois d'agrumes plus généralement. Il est souvent consommé en mélange avec la crème de cassis (apéritif Kir).

## Origine

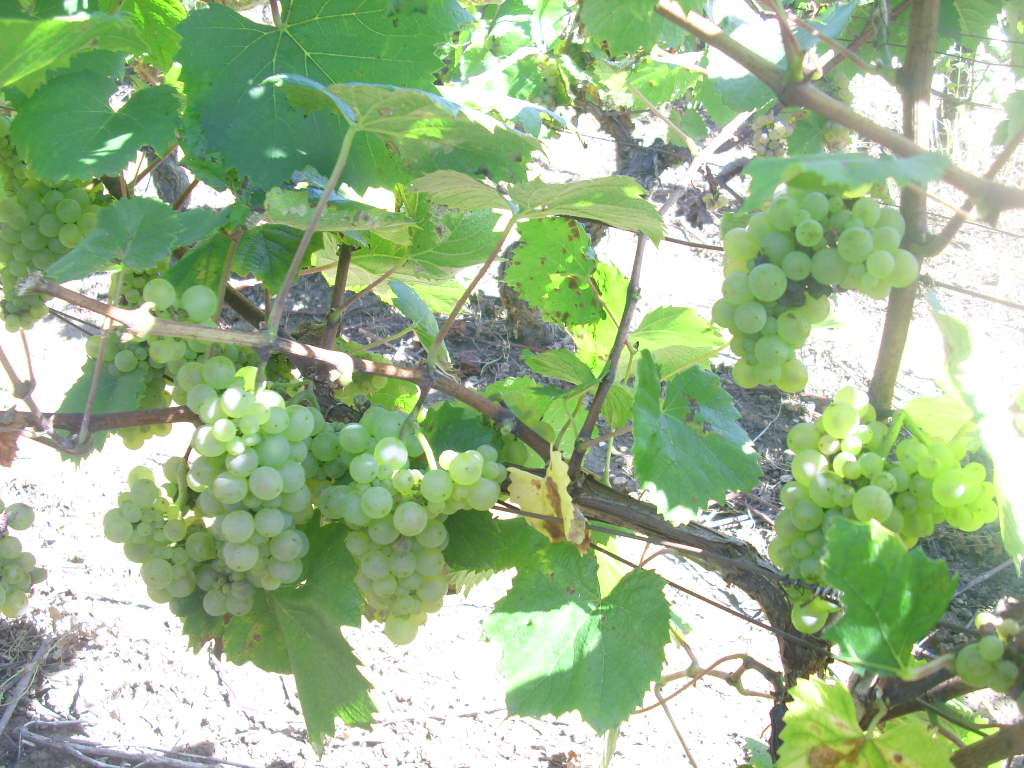
Grappes de raisin en cépage aligoté en Saône-et-Loire (à Mellecey).

L'aligoté est présent dans le vignoble bourguignon dès le XVIIe siècle. En 1999 des chercheurs de l'Université de Californie à Davis ont soumis 322 échantillons de vigne à des analyses génétiques poussées. En tout, 16 cépages sont le résultat de croisements entre le Gouais blanc et le Pinot. Il s'agit de l'aligoté, de l'aubin vert, de l'auxerrois, du bachet noir, du beaunoir, du chardonnay, du dameron, du franc noir de la Haute-Saône, du gamay blanc Gloriod, du gamay, du knipperlé, du melon, du peurion, du romorantin, du roublot et du sacy.
En Suisse, dans la région de Genève, la première personne à avoir planté de l'aligoté est Jules Dupraz, en 1917.

## Répartition géographique
Principalement cultivé en Bourgogne, il est le cépage unique de l'AOC bouzeron au Nord de la Saône-et-Loire.  On le rencontre aussi sur de petites surfaces  en Savoie, Jura, vallée du Rhône (Châtillon-en-Diois) ainsi que dans le Sud-Est de la France.
Ce cépage est cultivé sur environ 1 000 ha en France, mais il est plus répandu en Europe de l'Est, en Crimée et en Roumanie, ainsi qu'en Suisse.

## Synonymes
L'aligoté est aussi connu sous les noms suivants : alligotay, alligoté, blanc de Troyes, carcairone blanc, carcarone, carchierone, chaudenet gras, giboudot blanc, griset blanc, mukhranuli, pistone, plant de trois raisins, plant de trois, plant gris, troyen blanc et vert blanc.

## Salon de l'Aligoté
En 2017, Philippe Delacourcelle et Sylvain Pataille, accompagnés par une dizaine de vignerons, créent l'association Les Aligoteurs afin de promouvoir et sauvegarder ce cépage et les vins qui en sont issus. Le premier salon de l'aligoté se tient en 2018. En 2023, le salon de l'aligoté se tient à Gilly-lès-Cîteaux (Côte d'Or). En 2024, l'association compte une soixantaine de vignerons principalement de Bourgogne.